# Soledad (película de 1928)
Soledad (título original: Lonesome) es una película estadounidense parcialmente sonora de los géneros romántico y comedia dramática dirigida por el cineasta húngaro Paul Fejös y protagonizada por Barbara Kent y Glenn Tryon como dos neoyorquinos que se conocen y enamoran en Coney Island.
En el 2010, la película fue considerada «cultural, histórica y estéticamente significativa» por la Biblioteca del Congreso de Estados Unidos y seleccionada para su preservación en el National Film Registry.

## Reparto
- Barbara Kent - Mary
- Glenn Tryon - Jim
- Fay Holderness - mujer de la montaña rusa
- Gustav Partos - hombre de la montaña rusa
- Eddie Phillips - hombre del autobús
- Andy Devine - amigo de Jim[5]

Sin acreditar
- Edgar Dearing - policía
- Louise Emmons - llamadora del teléfono
- Fred Esmelton - Swami
- Jack Raymond - Barker
- Churchill Ross - llamador del teléfono